# La honte de la famille (album)
Cet article concerne l'album studio. Pour le film, voir La Honte de la famille.
 (février 2025).
Si vous disposez d'ouvrages ou d'articles de référence ou si vous connaissez des sites web de qualité traitant du thème abordé ici, merci de compléter l'article en donnant les références utiles à sa vérifiabilité et en les liant à la section « Notes et références ».
Albums de Dorothée
Bonheur City
(1995) Dorothée 2010
(2010)
Toutes les chansons du monde, parfois appelé La honte de la famille, est un album studio de l'animatrice et chanteuse française Dorothée, paru en 1996.

## L'histoire de l'album
Ce disque marque la fin de la première partie de la carrière de Dorothée. Sorti en octobre 1996, il contient un grand nombre de « chansons-symboles » qui expriment le terme de son aventure musicale. En effet, il faudra attendre 14 ans après ce disque pour que Dorothée chante à nouveau avec son album Dorothée 2010.
Il contient un grand nombre de chansons de qualité et lourdes de sens, comme C'est fini, c'est fini, Le Beau Voyage, Doucement, Toutes les chansons du monde ou La Petite Fille, chanson hommage à la maman de Dorothée, écrite par Michel Jourdan.
L'accueil mitigé de ce 16e opus n'empêche pas Dorothée de remplir à nouveau Bercy pour 16 concerts successifs (un record), du 4 au 15 décembre 1996, avec, parfois, trois représentations par jour (Bercy 96). Des concerts tous privatisés pour les comités d'entreprises sans billetterie ouverte au grand public.
Le premier extrait de l'album La Honte de la famille ne convainc pas le public, alors que le second, Toutes les chansons du monde, recevra un meilleur accueil.

## Titres
Les quatorze pistes de cet album sont :
| No  | Titre                             | Durée |
| --- | --------------------------------- | ----- |
| 1.  | La Honte de la famille            |       |
| 2.  | Je veux chanter pour vous         |       |
| 3.  | Le Bureau des objets trouvés      |       |
| 4.  | Karimbo                           |       |
| 5.  | Les Anneaux de Saturne            |       |
| 6.  | Le Ministre des amours malheureux |       |
| 7.  | C'est fini, c'est fini            |       |
| 8.  | Toutes les chansons du monde      |       |
| 9.  | L'Étranger                        |       |
| 10. | C'est l'amour                     |       |
| 11. | Doucement                         |       |
| 12. | Valisa 97                         |       |
| 13. | La Petite Fille                   |       |
| 14. | Le Beau Voyage                    |       |

## Singles
- La Honte de la famille (septembre 1996).
- Toutes les chansons du monde (mars 1997).

## Crédits
Paroles : Jean-François Porry.
Musiques : Jean-François Porry / Gérard Salesses.
Sauf La Petite Fille : Paroles et musique de Michel Jourdan et L'Étranger : Paroles et musique : Michel Jourdan / Jean-François Porry / Gérard Salesses.